# Lahomšek
Lahomšek este o localitate din comuna Laško, Slovenia, cu o populație de 111 locuitori.